# 33476 Gilanareiss
33476 Gilanareiss este o planetă minoră (asteroid), cu un diametru de 3,425 km, din centura de asteroizi. A fost descoperită pe 20 martie 1999 la Experimental Test Site⁠(d) de Lincoln Near-Earth Asteroid Research. 
Obiectul prezintă o orbită caracterizată de o semiaxă mare de 2,332992 UAi, o excentricitate de 0,12, o înclinație de 5,955 ° în raport cu ecliptica.